# Confracourt
Confracourt település Franciaországban, Haute-Saône megyében. Lakosainak száma 212 fő (2022. január 1.). Confracourt Combeaufontaine, Cornot, La Neuvelle-lès-Scey, Rupt-sur-Saône, Scey-sur-Saône-et-Saint-Albin, Vauconcourt-Nervezain és Vy-lès-Rupt községekkel határos.

## Népesség
A település népességének változása:
| Lakosok száma | 213  | 211  | 220  | 216  | 219  | 220  | 221  | 222  | 212  |
|               | 2013 | 2015 | 2016 | 2017 | 2018 | 2019 | 2020 | 2021 | 2022 |